# 990
| Calendário gregoriano                                                        | 990 CMXC                                             |
| Ab urbe condita                                                              | 1743                                                 |
| Calendário arménio                                                           | 439 – 440                                            |
| Calendário bahá'í                                                            | -854 – -853                                          |
| Calendário budista                                                           | 1534                                                 |
| Calendário chinês                                                            | 3686 – 3687 Início a 30 de janeiro (aproximadamente) |
| Calendário copta                                                             | 706 – 707                                            |
| Calendário etíope                                                            | 982 – 983                                            |
| Calendários hindus - Vikram Samvat - Calendário nacional indiano - Cáli Iuga | 1045 – 1046 911 – 912 4090 – 4091                    |
| Calendário Holoceno                                                          | 10990                                                |
| Calendário islâmico                                                          | 380 – 381                                            |
| Calendário judaico                                                           | 4750 – 4751                                          |
| Calendário persa                                                             | 368 – 369                                            |
| Calendário rúnico                                                            | 1240                                                 |
| Calendário solar tailandês                                                   | 1533                                                 |

990  (CMXC, na numeração romana) foi um ano  comum, do século X do Calendário  Juliano, da Era de Cristo, e a sua letra dominical foi E (52 semanas), teve início a uma  quarta-feira, terminou também a uma quarta-feira.
No território que viria a ser  o reino de Portugal estava em vigor a Era de César que já contava  1028 anos.
| Ano completo                        |
| ----------------------------------- |
| Ano comum com início à quarta-feira |

## Nascimentos
- Reinaldo I de Borgonha, conde palatino da Borgonha, faleceu em 3 de Setembro de 1057.
- Tancredo de Altavila, Senhor de Cotentin m. 1041 Senhor de Cotentin.
- Conrado II, Sacro Imperador Romano-Germânico m. 1039.